# شهرستان گایزبورو، نوا اسکوشیا
شهرستان گایزبورو (به انگلیسی: Guysborough County) یک شهرستان در استان نوا اسکوشیا است. شهرستان گایزبورو زمانی که شهرستان سیدنی (شهرستان آنتیگونیش) در سال ۱۸۳۶ تقسیم شد، ایجاد شد. بر اساس گزارش سرشماری اداره آمار کانادا در سال ۲۰۱۶ میلادی ۸٬۱۴۳ نفر جمعیت داشته و مساحت آن ۴٬۰۴۴٫۱۵ کیلومترمربع می‌باشد.